# Придорожный (Староминский район)
Придорожный — посёлок в Староминском районе Краснодарского края.
Входит в состав Рассветовского сельского поселения.

## Население
| 2002 | 2010 |
| ---- | ---- |
| 145  | →145 |

- ул. Белинского,
- ул. Островского.